# Settore Centro
Il settore Centro (in rumeno sectorul Centru) è una suddivisione della municipalità di Chișinău, capitale della Moldavia, di 95 700 abitanti. Il settore comprende la parte centrale della città e la cittadina di Codru, e al suo interno sono situati alcuni dei maggiori monumenti della città, tra cui il Municipio, piazza della Grande Assemblea Nazionale e il Teatro nazionale Mihai Eminescu, e la stazione ferroviaria cittadina. In precedenza, dal 1941 al 1991, il settore era denominato settore Lenin (in romeno sectorul Lenin). Insieme a Buiucani, il settore è attraversato dall'ampio viale dedicato a Stefano il Grande.

## Storia
Il settore Centro fu fondato inizialmente all'inizio del XIX secolo, su terreni agricoli e da pascolo. Come suddivisione amministrativa, il settore fu istituito nel 1941 con la denominazione settore Lenin. Dal 1944 nel settore è stato stabilito un comitato esecutivo, in base a un decreto approvato dal Presidium del Soviet Supremo della RSS Moldava; questo comitato era l'organo esecutivo del settore, subordinato al comitato esecutivo cittadino. Con la decisione del Comitato esecutivo n. 11/77 del 25 luglio 1991, il settore viene rinominato in Centro.

### Simboli

#### Stemma
(Presidente della Repubblica di Moldavia, D.P. n. 1475 del 2 marzo 2020)

#### Bandiera
(Presidente della Repubblica di Moldavia, D.P. n. 1475 del 2 marzo 2020)

## Monumenti e luoghi d'interesse
Sono situati all'interno del settore:
il Municipiorisalente agli ultimi anni dell'Ottocento e ai primissimi del Novecento, è stato costruito su iniziativa dell'allora sindaco Carol Schmidt e progettato in stile eclettico, basato sull'architettura rinascimentale italiana; l'architetto fu Alexandru Bernardazzi. L'edificio fu più volte distrutto durante la seconda guerra mondiale e venne infine restaurato su progetto di Robert Kurtz; tornò ad essere sede municipale nel 1952. Il palazzo è riconosciuto come monumento di importanza nazionale.

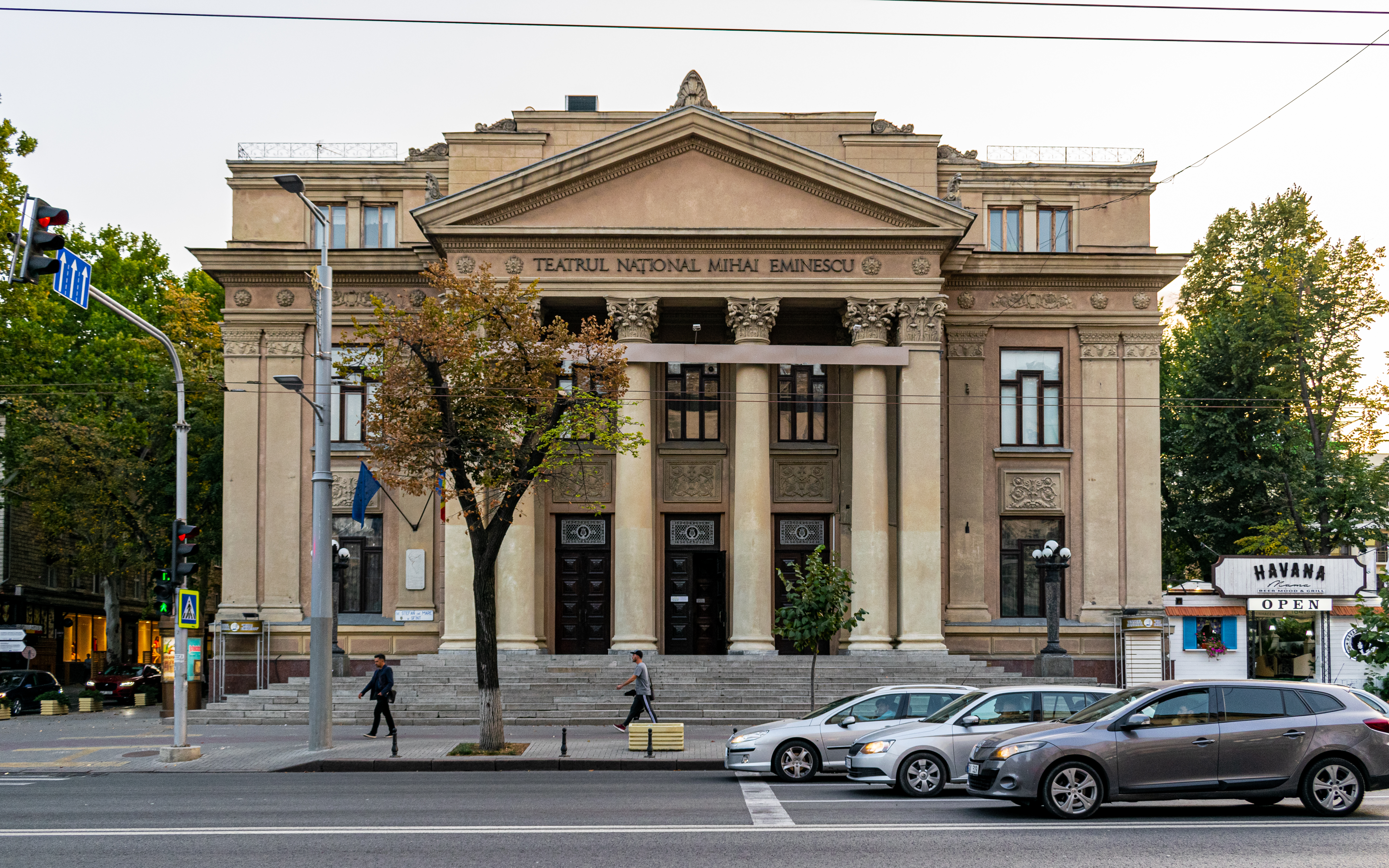
Il Teatro nazionale Mihai Eminescu

il Teatro nazionale Mihai Eminescumonumento nazionale, è stato costruito in stile neoclassico su 3 livelli, con l'ingresso rialzato rispetto al piano stradale tramite dei gradini. La sala del teatro è ricoperta da una cupola.

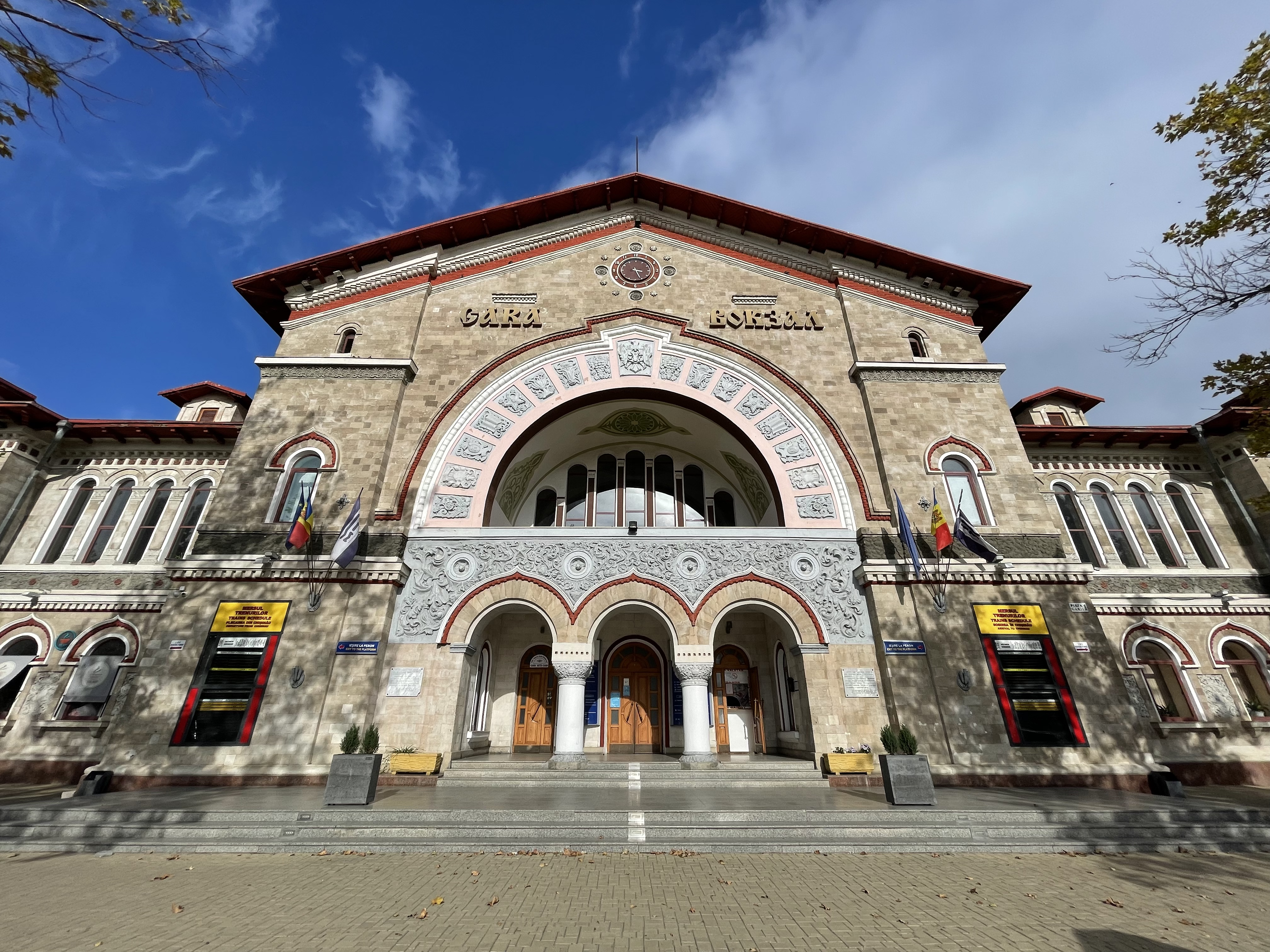
La stazione ferroviaria

la Sala dell'Organoex sede della banca cittadina, dal 1978 è Sala dell'Organo di Chișinău ed è anch'essa riconosciuta come monumento nazionale; l'edificio venne costruito su un progetto dell'ingegnere Mihail Constantinovici Cekeruli-Cuș tra il 1903 e il 1911, sebbene dal 1904 al 1908 la costruzione venne interrotta a causa di problemi economici. Di recente la struttura è stata rinnovata con un supporto economico elargito dal Governo della Romania.

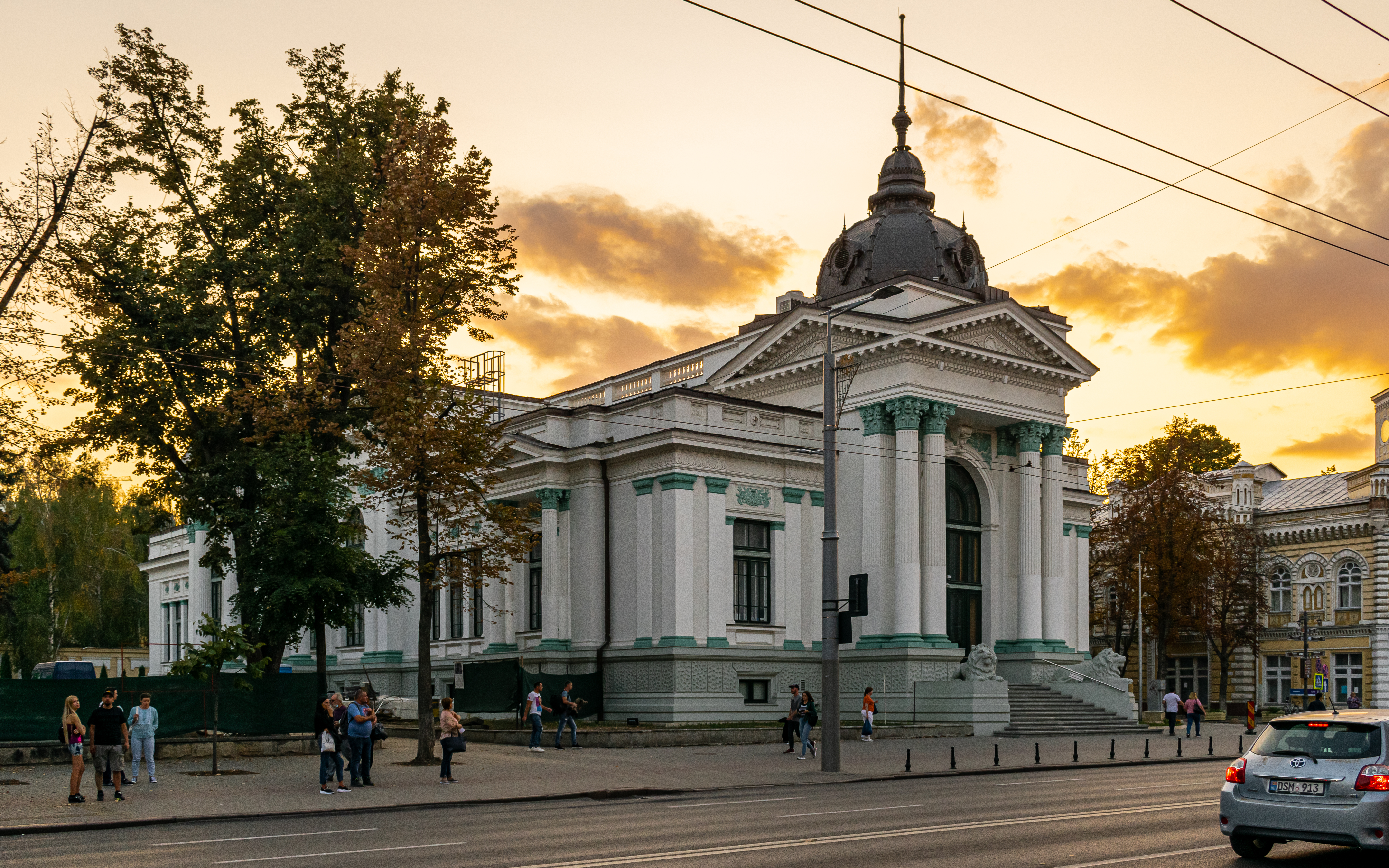
La Sala dell'Organo

la stazione ferroviariala costruzione dell'edificio della stazione venne supervisionata da Alexandru Bernardazzi. La prima linea ferroviaria collegava Chișinău con Tiraspol, ed era la prima della Bessarabia. Distrutto a causa del secondo conflitto mondiale, l'attuale edificio è stato ricostruito negli '50 del Novecento in stile staliniano e non assomiglia più a quello originario, sebbene mantienga alcuni suoi elementi. La stazione è gestita dalla CFM ed è collegata anche con altre città europee, tra le quali Bucarest, Iași, Sofia, Kiev e Vinnycja.
il parco e il lago Valea Morilor (Valle dei Mulini)situati in parte anche nel settore Buiucani, il parco ha una superficie complessiva di 114 ha, mentre il lago di 34. All'interno del parco è situato un teatro all'aperto con 6 700 posti, il più grande d'Europa nel suo genere. Intorno al lago c'è un percorso pedonale circolar elungo circa 2.5 km. Nei pressi del parco è situato il centro espositivo internazionale MoldExpo, in precedenza dedicata ai risultati economici della RSS Moldava.
la chiesa di Santa Teodora di Sihlariconosciuto come monumento, la chiesa appartiene alla Metropolia di Bessarabia della chiesa ortodossa rumena. Anch'essa progettata da Bernardazzi, fu costruita nel 1895 in stile bizantino e inizialmente doveva essere la cappella del ginnasio femminile.

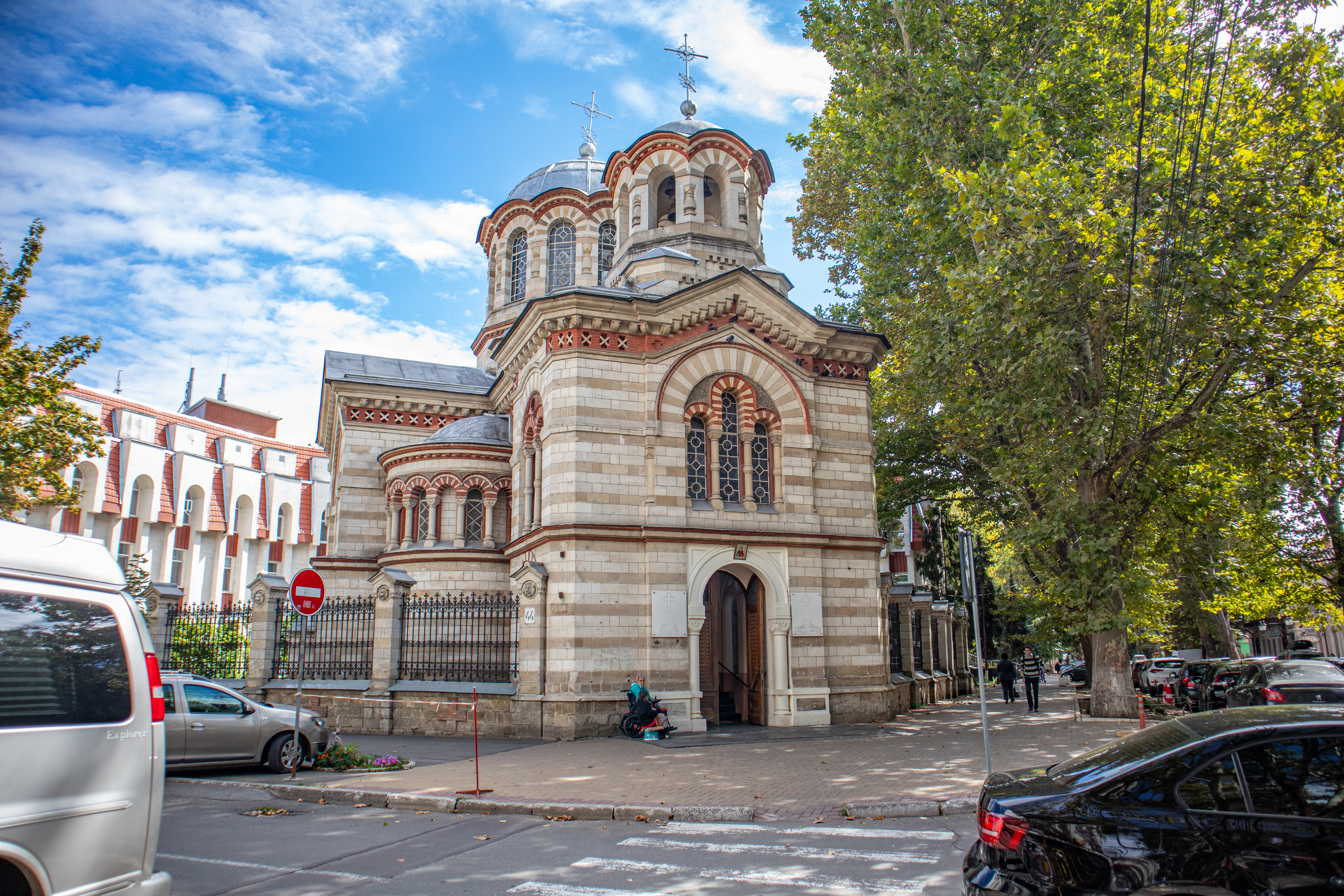
La chiesa di San Pantaleone

la chiesa di San Pantaleonel'edificio venne costruito nel 1891 su piano di Bernardazzi in stile bizantino ed è un monumento nazionale. Venne dedicata a San Pantaleone (Sfântul Pantelimon, in rumeno) in onore di Pantelimon Sinadino, sindaco di Chișinău nella prima metà del XIX secolo. La pianta è a croce greca e dispone di una cupola ottagonale nella parte centrale dell'edificio.
la Filarmonica nazionale "Serghei Lunchevici"sala da concerto fondata nel 1940, era la sede di un'orchestra filarmonica di oltre 80 membri; l'edificio è stato chiuso nel settembre 2020 a causa di un incendio che ha causato il crollo di parte del soffitto della sala principale.

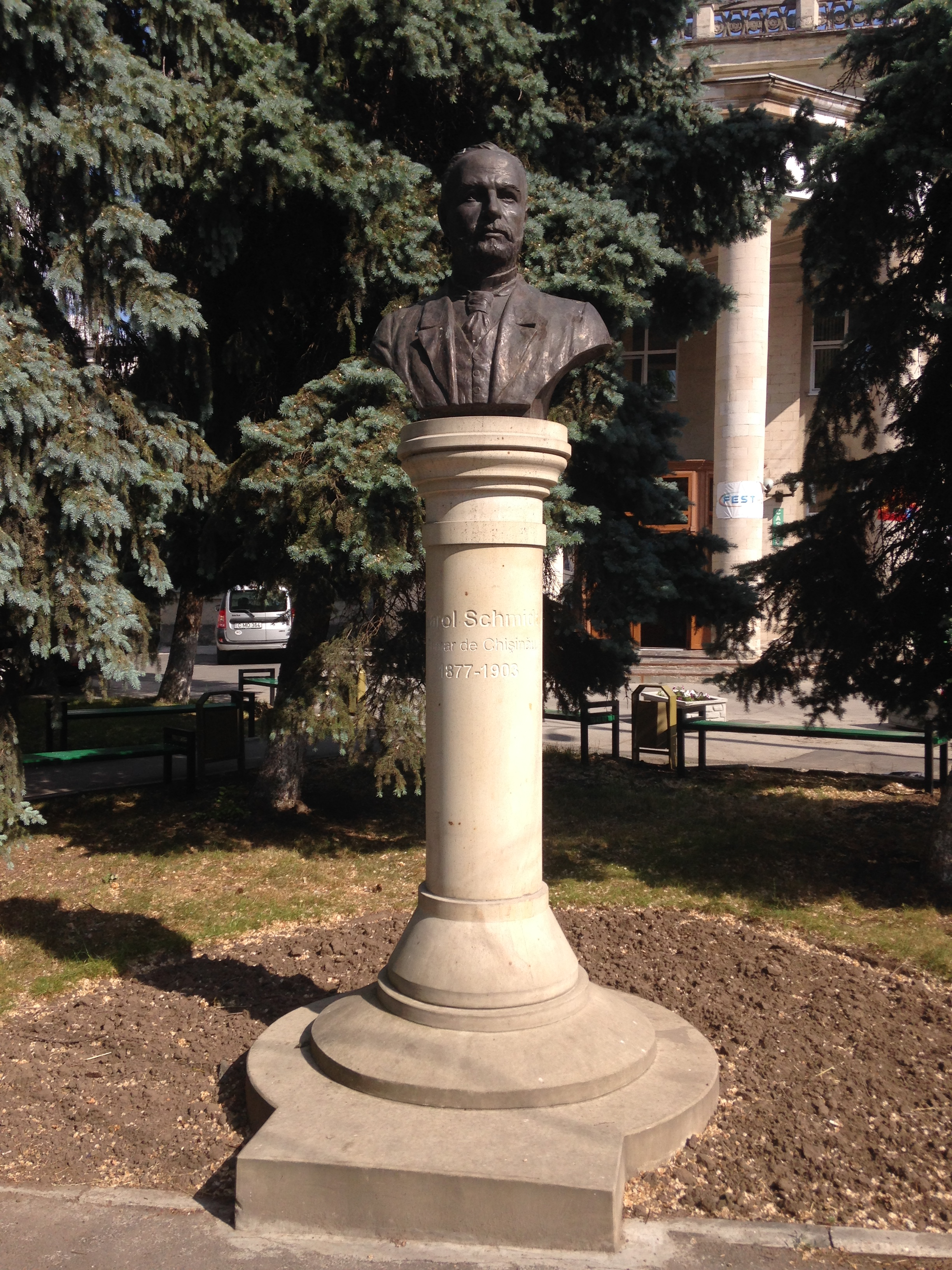
Il busto di Carol Schmidt

il busto di Carol Schmidtè situato su Strada Mihai Eminescu, nei pressi della Filarmonica nazionale, è stato inaugurato nel 2014 ed è dedicato a Karl (in romeno Carol) Schmidt, che fu sindaco dell'attuale capitale moldava per 26 anni, dal 1877 al 1903.
Nel settore hanno sede anche alcune ambasciate straniere, tra cui quella turca e austriaca, e diversi uffici governativi, come i ministeri della difesa, degli affari interni, della salute e dell'energia, e la procura generale.

### Esplicative
1. 1 2  111 600 se si include la città di Codru

### Bibliografiche
1. ↑  (RO) Chișinău în cifre (PDF), su statistica.gov.md, 2017. URL consultato il 14 febbraio 2025.[N 1]
2. 1 2 3 4 5  (RO) Scurt Istoric, su chisinaucentru.md. URL consultato il 14 febbraio 2025.
3. 1 2  (RO) DP1475/2020, su legis.md, 2 marzo 2020. URL consultato il 14 febbraio 2025.
4. ↑  (RO) Clădirea municipiului Chișinău – Monument de istorie și arhitectură, su orașulmeu.md (archiviato dall'url originale il 24 luglio 2018).
5. ↑  (RO) Ştefan cel Mare, 83, su monument.sit.md. URL consultato il 14 febbraio 2025.
6. 1 2  (RO) Ştefan cel Mare, 79, su monument.sit.md. URL consultato il 14 febbraio 2025.
7. 1 2  (RO) Ştefan cel Mare, 81, su monument.sid.md. URL consultato il 14 febbraio 2025.
8. ↑  (RO) Sala cu Orgă va fi renovată, su timpul.md, 11 ottobre 2014. URL consultato il 14 febbraio 2025.
9. ↑  (RO) Ion Nistor, Istoria Basarabiei, su scribd.com. URL consultato il 14 febbraio 2025.
10. ↑  (RO) Calea Ferată din Moldova, su railway.md. URL consultato il 14 febbraio 2025.
11. ↑  (RO) Istoria parcurilor din Chişinău. Parcul Valea Morilor, su ecology.md. URL consultato il 14 febbraio 2025.
12. ↑  (RO) De astăzi la Teatrul de Vară din Capitală se vor desfășura concerte în aer liber, su www.publika.md, 12 maggio 2021. URL consultato il 14 febbraio 2025 (archiviato dall'url originale il 13 maggio 2021).
13. ↑  (RO) Puşkin, 20 A, su monument.sit.md.
14. 1 2  (RO) Vlaicu Pîrcălab, 42, su monument.sit.md. URL consultato il 14 febbraio 2025.
15. ↑  (RO) Despre Filarmonica Națională „Serghei Lunchevici”, su filarmonica.md. URL consultato il 14 febbraio 2025 (archiviato dall'url originale il 13 gennaio 2015).
16. ↑  (RO) Filarmonica Națională rămâne în ruine, la patru ani de la incendiu, su stiri.md, 18 settembre 2024. URL consultato il 14 febbraio 2025.
17. ↑   Relazione: Centru Sector (58512), su openstreetmap.org. URL consultato il 14 febbraio 2025.